# Fafiot
Un fafiot peut représenter selon les situations soit 
- un billet de banque à cours légal,
- un papier vierge ou écrit, d'attestation quelconque, voire un passeport,
- un papier imprimé ouvrant un droit au porteur
- de l'argent et surtout en un sens argotique et populaire, de la monnaie, coupures ou devises à cours légal en général, parfois un ensemble de pièce de monnaie.
- enfin une très petite chose usuelle ou insignifiante en masse ou en étendue concrète, mais nullement en valeur, par exemple une chaussure pour bébé ou poupée.

Le mot, substantif masculin très souvent usité au pluriel, est populaire et de plus en plus souvent perçu comme péjoratif. Même si l'objet léger désigné représente une valeur capitale ou quelque chose de considérable pour la personne ou le locuteur, il semble aujourd'hui de bon ton le plus souvent de le dénigrer, d'affirmer son peu de valeur ou feindre d'afficher une marque de mépris ou de dégoût. 
En dehors du lexique de métier, le terme aurait été préservé par l'argot, mais il a trouvé sa place dans le lexique du français véhiculaire au cours du XIXe siècle. Il tend aujourd'hui à s'effacer du registre d'usage lexical du français commun.

## Une origine moderne
En 1627, un fafiot, attesté dans le dictionnaire d'architecture de Louis Savot, désigne un jeton ou une marque. Il semble s'effacer du français véhiculaire au cours du XVIIe siècle. Les métiers du feu, du bois et du fer l'utilisent encore au XVIIIe siècle: un fafiot devient une pièce marquée destiné à un usage particulier.

### Gros et petits papiers
En 1821, dans l'argot répertorié du bagne de Brest, un fafiot désigne un passeport légal, sésame de la liberté. 
En 1837, le sens de papier blanc, souvent filigrané, lui est attribué par le policier Vidocq. Mais il semble que l'usage l'emploie après 1850 pour toute paperasse écrite, document ou note, papier officiel, papier imprimé, titre de transport ou ticket de train... avant de l'identifier à un laissez-passer, puis à la carte d'identité ou au livret militaire. Ces significations diverses ont été préservés dans le français courant au XXe siècle. L'écrivain Georges Bernanos se sert de cette signification générale, après Courteline. Il est difficile de lui attribuer encore une marque de mépris. 
Le monde populaire, dès 1840 comme l'attestent les écrits de Balzac en 1847, en a fait un billet d'usage en général et en particulier un billet de banque. Les fafiots représentent par conséquent de l'argent, en titre, en espèce...
Les rédacteurs du journal "Le Gaulois" en 1878 forment l'expression "des faffes", involontairement reprise à Hugo, auteur des Misérables, pour lequel toutefois les faffes ou fafiots désignaient surtout les papiers d'identité légalisés, qu'ils soient vrais ou faux. Un "gros fafiot de 500" représentait un billet de 500 F. 
Le journal quotidien La Lanterne dévoile avec l'expression un double de fafiot en 1889 que les administrations sont déjà friandes d'ampliation ou de duplication. 
Albert Dauzat indique que le mot, d'extraction argotique, est courant dans le Paris populaire d'avant la Grande Guerre.

### Art de la chaussure, de la galoche et du sabot en cordonnerie, galocherie et saboterie
Un faffiot ou fafiot est un article chaussant pour bébé ou petit enfant, soit correspondant à des chaussures ou chaussons pour bébé soit destiné aux petits enfants qui commencent à marcher. Il correspond en technique de cordonnerie à un léger gabarit en bois de chaussure pour (très) petit petons. Il s'agit d'une spécialité développée par les nombreux cordonniers nîmois après les années 1880.
Il existe aussi des petites galoches, plus rarement des petits sabots pour enfants, qui se nommaient fafiots. 
Il est possible que le sens initial de jeton et de marque soit ici pérennisé dans la description du petit gabarit marqué, étendu à l'objet qu'il permet de confectionner.

## Une expression de détachement de la valeur
Si un fafiot a bel et bien de la valeur selon une norme légale ou technique, le mot exprime souvent un détachement affiché envers celle-ci. Peu importe que ce détachement soit associé à une supériorité aristocratique, une désinvolture populaire, une froide et rare indifférence bourgeoise ploutocratique. Il ne faudrait pas en conclure systématiquement à une haine et un mépris, éventuellement tacite ou dissimulé, de l'objet en question. La distance par le mépris semble par ailleurs caractériser une évolution tout à fait récente du terme.

## Une étymologie controversée
Selon le grand Robert, faf serait à l'origine une onomatopée, signifiant une valeur infime ou une grande petitesse. 
Le suffixe provient d'un usage dialectale et n'a pas de valeur diminutive. Dans la paysannerie, la terminaison dialectale -iau, -eau  lui est équivalente. Pour un grammairien, les mots "faffe" et fafiot" sont équivalents. Pour les langues argotiques, cela ne semble pas être une règle générale. 
Les dictionnaires d'argot comme L'argot ancien... : 1455-1850 par Lazare Sainéan rappelle toutefois qu'un faffe ou fafiot ne pourrait représenter qu'un fafion, soit un chiffon de peu de valeur ou la quête de quelqu'un qui fafiotte ou furette.
Il reste que le premier sens authentifié est technique, et probablement lié à un métier du bois, menuiserie, charpenterie, voire tournage sur bois. Du sens de marque, le passage au papier, au courant du XVIIIe siècle, pourrait être dû à la marque du papier ou filigrane, voire à sa graphie. Un fafiot n'est alors qu'un type de papier.

## Expressions argotiques et variétés populaires
- Fafiot à piper : mandat d'amener délivré par l'autorité judiciaire.
- Fafiot à parer : papiers réglementaire, en règle.
- Fafiot à roulotter : papier de circulation, mais aussi par dérision papier pour cigarette (à rouler)
- Fafiot de train : billet de train (rare)
- Fafiot garaté : billet de banque (avec l'adjectif femelle = 500, mâle = 1000) signé par le directeur de la Banque de France du temps, Monsieur Martin Garat
- Fafiot garaté en bas âge : billet de 100, au montant plus petit que 500
- Fafiot garaté môme : billet de 50
- Fafiot mâle : billet de mille francs (Balzac)
- Fafiot femelle : billet de 500 (idem)
- Fafiot sec : passeport, livret d'identité
- La course au fafiot : la course au papier, c'est-à-dire à l'article pour le stagiaire-journaliste ou le chroniqueur confirmé (Périodique parisien Marianne, 1932)
- gagner du fafiot : faire du blé, gagner de l'argent ("en gagnant des fafiots", cité par le périodique L'Aurore, 1895)
- Lire le fafiot : lire l'article ou la feuille, voire le journal ou le périodique (équivalent du mot anglais paper et de l'expression (to)read the paper)